# コンスタントプール
コンスタントプール (Constant Pool) は、Java仮想マシンにおいて、定数やシンボルを保存する領域のこと。
ヒープ内のメソッドエリア（テキストセグメントのような場所）に存在し、全てのスレッドから共有される。
コンスタントプールに置く定数値の定義は、各クラス（.classファイル）中に存在し、クラスの読み込み時にメソッドエリアにコピーされる。